# Arthrospira
Arthrospira — рід ціанобактерій. Види роду Arthrospira — A. platensis та A. maxima використовуються в народному господарстві під комерційною назвою «Спіруліна».
Вид Spirulina (Arthrospira) platensis біологічна систематика спершу відносила до окремого роду Спіруліна, хоча зараз, через розбіжності систематики, загальноприйнятим є існування як роду Spirulina, так і Arthrospira.
Ця ціанобактерія приблизно в 100 разів більша за хлорелу (Clorella), досягає 250–500 мкм, спіральної форми, росте в деяких прісноводних озерах Африки (Чад, Ефіопія, Кенія). Природне середовище їх проживання багате бікарбонатом натрію. Потреба цієї ціанобактерії в інших мінеральних речовинах подібна з потребою у вищих рослин. Оптимальна температура для росту і розмноження складає 30-35 °C.
Продуктивність приросту живої маси спіруліни при оптимальному режимі складає 16 г/м²/доба (не менше 12 г/м²/доба). Ріст спіруліни вдається суттєво інтенсифікувати.
Склад сухої речовини ціанобактерії: сира зола — 14–18 %, жир — 5–6 %, протеїн — (N Х 6,25) 45–49 %, вуглеводи — 16–20 %, целюлоза — 0,2–0,7, хлорофіл 1,5 %.
В очищеній біомасі: протеїну — 62–68 %, вуглеводів — 18–20 %, жиру — 2–3 %, нуклеїнових кислот — 4,1 %; високий рівень незамінних амінокислот, за винятком метіоніну; присутні бета-каротин, В1, В2, В6 і В12.

## Застосування
Для водорості характерний високий вміст протеїну хорошої якості (до 70 % сухої речовини). Перетравлюваність протеїну задовільна.
У Чаді здавна люди використовують цю водорость в їжу; збирають примітивним способом і сушать на сонці.
Низка досліджень показали перспективні можливості щодо використання цих мікроорганізмів, та водоростей Хлорела, для очищення стічних вод і виробництва біопалива, сприяючи зусиллям із пом’якшення кліматичних змін.
Також, у сфері охорони здоров’я багатство цих мікроводоростей на фотосинтетичні пігменти та біоактивні сполуки разом із їхньою здатністю виділяти кисень використовується для розробки нових ліків, ранозагоювальних пов’язок, фотосенсибілізаторів для фотодинамічної терапії, тканинної інженерії,  і лікування раку.
Крім того, у промисловому секторі, Спіруліна та Хлорела використовуються у виробництві біополімерів, паливних елементів і фотоелектричних технологій. Ці інноваційні програми можуть створити різні можливості для валоризації мікроводоростей, підвищуючи їхній потенціал для циркулярної економіки.